# Arlandria
Az Arlandria a Foo Fighters 2011-ben megjelent kislemeze. Ez a negyedik kislemez a zenekar 2011-es Wasting Light albumáról.

## Helyezések és eladási minősítések

### Kislemez-listák
| Lista (2011)                                   | Helyezés |
| ---------------------------------------------- | -------- |
| UK Singles Chart (The Official Charts Company) | 79       |
| UK Rock Chart (The Official Charts Company)    | 1        |